# Pintura de pájaros y flores

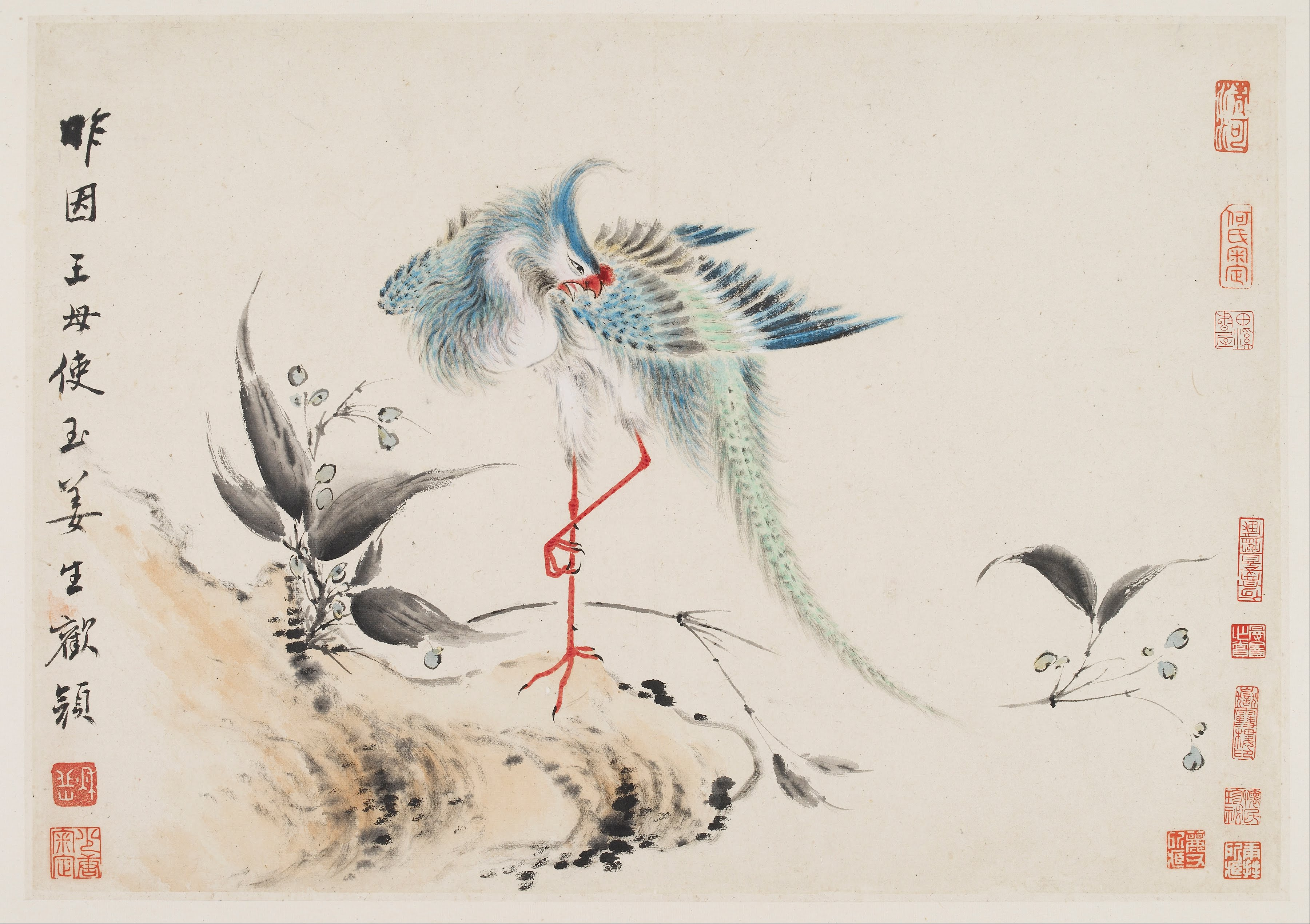
Aves y flores (1747) de Hua Yan

La pintura de pájaros y flores (en chino: 花鸟画 ; en chino tradicional:花鳥畫 ; en pinyin:huāniǎo hua) es un género de aparte de la pintura china. Normalmente, la mayoría de las pinturas de pájaros y flores pertenecen al estilo de los artistas chinos. Este género tuvo una gran influencia en todo el arte aplicado chino en la Edad Media., los artistas usualmente pintaron imágenes de este género en pergaminos verticales y horizontales, y también se encuentran en abanicos, hojas de álbum y papel de escribir.

## Historia

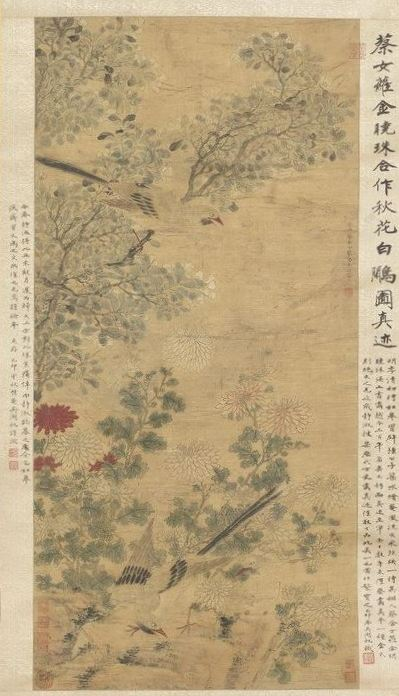
Pintura de pájaros y flores de Cai Han y Jin Xiaozhu, c. siglo XVII

Según la tradición china, la pintura de pájaros y flores cubre «flores, pájaros, peces e insectos» (chino tradicional: 花鳥 魚蟲, chino simplificado: 花鸟 鱼虫 huā, niǎo, yú, chóng ). Por lo tanto, puede tratar una amplia gama de temas naturales, como flores (plantas), peces, insectos, aves, mascotas (perros, gatos), etc.
El huaniao hua o «pintura de pájaros y flores» pertenece alrededor de los siglos VIII - siglo X en China a finales de la dinastía Tang, cuando la pintura de pájaros y flores se convirtió en un género separado. Algunos artistas chinos ya se habían especializado en la pintura de bambú, crisantemos y caballos. Durante el período de las Cinco Dinastías (907-960), este género de pintura se hizo popular entre los literatos de la Corte imperial, los artistas más representativos son Huang Quan 㥳 㥳 (c. 900 - 965) y Xu Xi 徐 熙 (937–975); son los maestros de dos escuelas: la primera escuela fue dirigida por Huang Quan (pintor imperial). Se caracteriza por un método de «trazo» de trabajo de pincel, con énfasis en los colores brillantes que rellenan un esbozo meticuloso  La otra escuela fue dirigida por Xu Xi (nunca entró en el dominio oficial) y usó técnicas asociadas con la pintura de tinta y lavado:sumi-e.

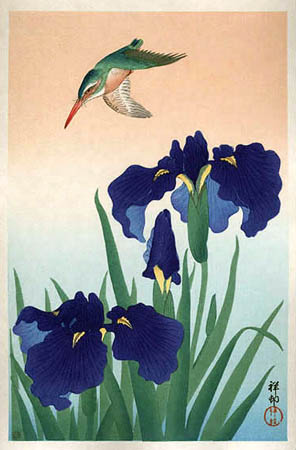
Martín pescador e iris kachō-e grabado en madera por Ohara Koson (finales del).

Los motivos del pájaro-y-flor comenzó a aparecer en el arte japonés en todo el periodo Muromachi durante el siglo XIV, y desarrolló su propio estilo distintivo. Los motivos también entraron en el arte del grabado en madera —la impresión de bloques de madera— de ukiyo-e, donde se conocía como kachō-e (花鳥 絵) o kachō-ga (花鳥画). Especialmente el movimiento shin hanga produjo una serie de trabajos con este motivo a partir de la era Meiji. Los artistas que trabajaron con esto fueron Ohara Koson (1877–1945) e Ito Sozan (1884–), así como Imao Keinen (1845–1924).

## Motivos

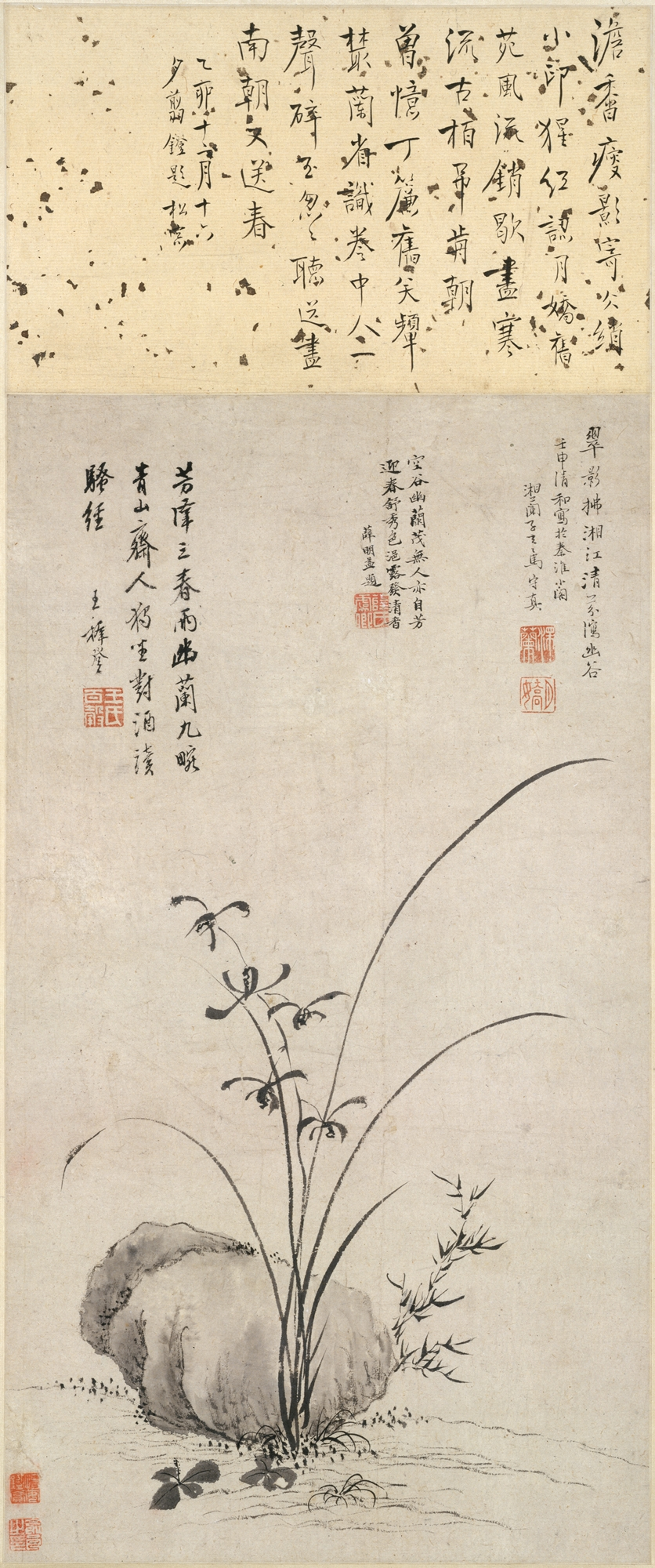
Orquídeas y piedra. Dinastía Ming.

Hay una serie de motivos populares dentro del género de las pinturas de pájaros y flores. Un ejemplo bien conocido son los Tres Amigos del Invierno ( 歲寒 三 友 ), que consiste en bambú, pino y el albaricoque japonés (Prunus mume). Como plantas de hoja perenne, simbolizan estabilidad, perseverancia y resistencia. Las cuatro flores nobles (花中四君子) es otro motivo que incluye bambú, flores de albaricoque japonés, orquídeas y crisantemos. Representan las cuatro estaciones. Las pinturas de bambú tienen su propio lugar importante en la historia del arte chino y generalmente se consideran como un género separado. En la dinastía Yuan la imagen del bambú se estaba convirtiendo en un tema inusualmente importante: el bambú simboliza el ideal de un científico que no puede someterse a la adversidad.